# Oestrophasia uncana
Oestrophasia uncana är en tvåvingeart som först beskrevs av Fabricius 1805.  Oestrophasia uncana ingår i släktet Oestrophasia och familjen parasitflugor. Inga underarter finns listade i Catalogue of Life.